# Chordodes formosanus
Chordodes formosanus es un gusano gordiáceo que parasita a las mantis religiosas.

## Ciclo de vida
1. Chordates formosanus comienza como una larva en el intestino de los pequeños insectos de los que se alimenta la mantis.[cita requerida]
2. Una vez que la mantis ingiere el insecto infectado, la C. formosanus comienza a crecer.[cita requerida]
3. Cuando está maduro, el gusano secreta proteínas que se apoderan del sistema nervioso del huésped, lo que dirige a la mantis a un cuerpo de agua y hace que salte para que el gusano pueda ser excretado, momento en el que se libera para reproducirse dejando un cáscara de mantis medio vacía.[cita requerida]

## Especificidad del huésped
El rango de huéspedes definitivo de los gusanos crin de caballo se limita a una o unas pocas especies. Debido a que los nematomorfos a veces se encuentran después de haber emergido de su huésped, se desconoce la información definitiva sobre los huéspedes en algunas especies.[cita requerida]

## Rango geográfico
El parásito del gusano crin de caballo es relevante en Japón, Nepal y Taiwán .[cita requerida]
La reproducción de este parásito es que son dioicas, esto quiere decir que la fecundación de huevos es interna para ser depositados en hilos gelatinosos.[cita requerida]
Cuando son adultos tienen gónadas cilíndricas que desembocan en la cloaca.[cita requerida]
Las larvas tienen anillos de ganchos cuticulares y estiletes terminales que se cree que se usan para ingresar a los huéspedes. Una vez dentro del huésped, las larvas viven dentro del hemocele y absorben los nutrientes directamente a través de su piel. Para que el parásito se desarrolle totalmente hasta ser adulto, toma semanas o meses, y la larva muda varias veces a medida que crece en tamaño.[cita requerida]